# Otto von Lutterberg

Sceau des grands maîtres de l'ordre Livonien.

Otto von Lutterberg est le grand maître de l'ordre de Livonie des chevaliers Teutoniques entre 1266 et 1270.
Otto von Lutterberg fut le chef de guerre des troupes coalisées livoniennes, danoises et estoniennes lors de la bataille de Rakvere en 1268 face aux troupes slaves des princes russes de Dimitri Ier Vladimirski. Il fut responsable de la défaite, lors de cette bataille, en raison d'une stratégie militaire qui fut un échec face à la tactique militaire russe. Il réussit néanmoins à éviter l'encerclement de ses forces lors de la retraite de ses forces militaires.
Otto von Lutterberg mourut deux ans plus tard lors de la bataille de Karuse en 1270 contre le grand-duché de Lituanie.